# Claude-François Buteux
Pour les articles homonymes, voir Buteux.
Claude-François Buteux, né le 15 octobre 1797 (24 vendémiaire an VI) à Paris (Seine) où il est mort le 1er janvier 1870 dans le 11e arrondissement, est un clarinettiste et compositeur français.

## Biographie
Claude-François Buteux étudie la clarinette dans la classe de Jean-Xavier Lefèvre au conservatoire de Paris et obtient un deuxième prix en 1818 et un premier prix en 1819.
Il est des premiers clarinettistes à apprendre et à jouer sur la clarinette à treize clefs d'Iwan Müller.
Il modernise pour la clarinette à 13 clefs la méthode de clarinette, initialement écrite par Jean-Xavier Lefèvre pour la clarinette à six clefs; elle inclut des sonates avec des suggestions d'accompagnement au violoncelle, à l'alto ou à la clarinette en si bémol, et notamment six sonates écrites par son maître Jean-Xavier Lefèvre.

« Pour faciliter le Professeur qui n’est pas tenu de savoir bien jouer du violoncelle ou de l’alto, ces sonates devant être exécutées avec la clarinette en si bémol, on baissera le violoncelle ou l’alto d’un ton et on jouera comme c’est écrit. »

— Claude-François Buteux
Il est engagé comme clarinettiste à l'orchestre du Théâtre-Italien (Opera-Buffa) le 11 décembre 1818 en qualité de surnuméraire et titularisé le 1er janvier 1819. Il entre à l'orchestre de l'Opéra le 1er janvier 1825 comme deuxième clarinette. 
En 1828, il demande à participer aux Concerts spirituels à la direction de l'Opéra.
Il joue également dans l'orchestre de la Société des concerts du Conservatoire de 1828 à 1855, et y cède sa place de première clarinette au virtuose Hyacinthe Klosé en 1843.
Quand François Dacosta prend sa retraite en 1842, il prend son poste de première clarinette à l'opéra. Il s'oppose alors à la nouvelle clarinette basse mise au point par Adolphe Sax dans un courrier de 1843 dans la Gazette des Théâtres en s'unissant à la conspiration des facteurs et musiciens parisiens menée par Michele Carafa. Adolphe Sax lui propose un défi pour départager les instruments via une réponse écrite dans le même journal le 6 novembre 1843.

« Je propose donc à M. Buteux, première clarinette de l’Opéra, de choisir tel morceau qu’il lui plaira, et
lui sur son instrument, et moi sur le mien, nous le jouerons en public. »

— Adolphe Sax, La Gazette des Théâtres (1843)
Il enseigne le violoncelle au lycée Louis-le-Grand.

## Œuvres
- Air varié n°1 pour clarinette et violoncelle.
- Air varié n°2 pour clarinette et violoncelle.
- Nicolas Dalayrac, Air de Renaud D'Aste, accomp.t par Mr Buteux, incipit : « Vous qui d'amoureuse aventure courés »
- Méthode de clarinette d’après celle composée par Xavier Le Fèvre adoptée par le Conservatoire de Musique augmentée du mécanisme de l’instrument perfectionné par Ivan Muller et de morceaux gradués pour l'étude extraits des meilleurs auteurs. (Paris: F. Troupenas, 1836)[5].